# Stig Bergling
Stig Svante Eugén Bergling, senare Sandberg och Sydholt, född 1 mars 1937 i Kungsholms församling, Stockholm, död 24 januari 2015 i Västermalms församling, Stockholm, var en svensk polis som spionerade  för Sovjetunionen.
Stig Bergling-affären, en av svensk historias största spionskandaler, började när han 1979 greps i Israel och samma år i Sverige dömdes till livstids fängelse för grovt spioneri. Han avvek dock under en permission 1987 och rymde till Moskva efter en mycket uppmärksammad flykt. Bergling bodde sedan under flera års tid i Ryssland, Libanon och Ungern innan han år 1994 av hälsoskäl frivilligt återvände till Sverige. Han fortsatte avtjäna sitt straff fram till 1997 då han blev villkorligt frigiven.

## Biografi

### Uppväxt
Berglings far, som kom från ett välbärgat hem i Sala, var ingenjör och arbetade med skadeförsäkringar på ett försäkringsbolag. Modern som var från ett arbetarhem i Falun var strängt religiöst uppfostrad och arbetade som sekreterare under sonen Stigs och den yngre systerns uppväxt. Bergling placerades i privatskolan Carlssons skola på Östermalm i Stockholm, därefter gick han på Östra Real. År 1957 gjorde han värnplikten som kustjägare vid Vaxholms kustartilleriregemente (KA 1) i Vaxholm.

### Säkerhetstjänsten
1958 började Bergling arbeta på Östermalms polisstation, detta samtidigt som Tore Forsberg. Samme Forsberg kom att bli chef för det svenska kontraspionaget och var senare med om att avslöja Bergling. Efter en tid kom Bergling vidare till radiopolisen och sedan utlänningsroteln. Efter att ha arbetat som polis i 10 år sökte han sig vidare inom kåren och anställdes 1969 vid Säkerhetspolisen (Säpo) och arbetade då på Byrå II, spaningsenheten, den rotel som bedrev kontraspionage mot Sovjetunionens agenter i Sverige.

### Spionaget börjar
1971 var Bergling tjänstledig från Säpo och började arbeta på Försvarsstabens säkerhetsavdelning Fst/Säk. I sin nya roll som förbindelseman mellan Säpo och Försvarsstaben deltog han i arbetet att kartlägga ryska diplomaters aktiviteter i Sverige. Under denna tid kopierade Bergling en pärm med hemligstämplade handlingar och la kopiorna i sitt kassafack på Erik Dahlbergsgatan i Stockholm.

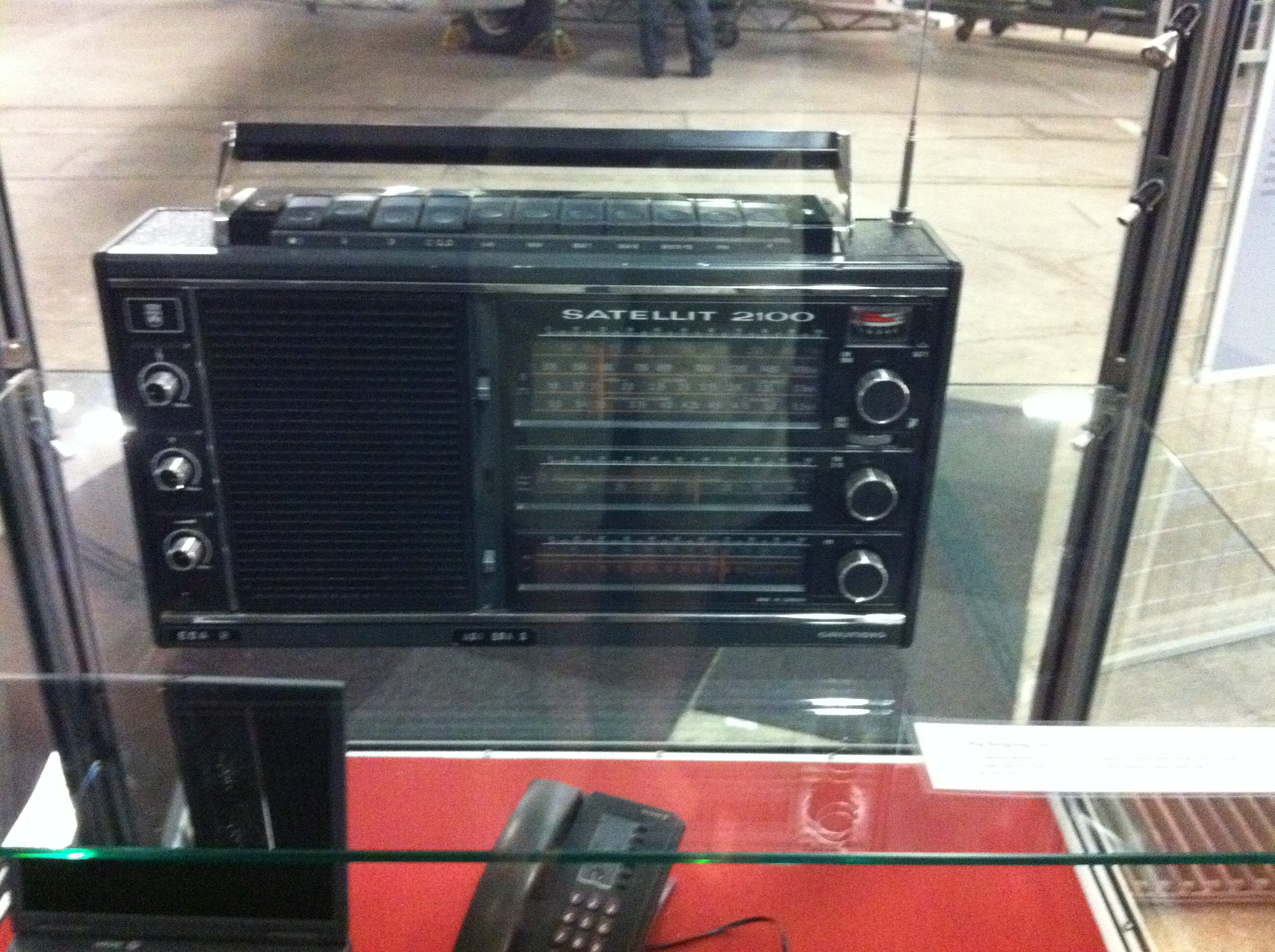
Berglings kortvågsradio med vilken han kunde mottaga Moskvas order till honom.

### Utlandstjänstgöring
Parallellt med arbetet hemma i Sverige tjänstgjorde Bergling i flera omgångar i olika FN-bataljoner runt om i världen. Han var reservofficer vid Kustartilleriet och 1968 stationerades han på Cypern som militärpolischef. I november 1972 kom han till Mellanöstern som FN-observatör, först i Israel och året därpå Libanon. På den sovjetiska ambassaden i Beirut arbetade den sovjetiske militärattachén och GRU-officeren Alexander Nikiforov som Bergling fick kontakt med och erbjöd den kopierade pärmen med hemliga uppgifter. Uppgifterna Bergling hade kommit över året innan på Fst/Säk var den så kallade fortifikationskoden (FO-koden), den topphemliga förteckningen över Sveriges försvarsanläggningar, kustartilleribefästningar och mobiliseringsförråd. I november 1973 bytte Bergling tjänstgöringspass i Libanon med en belgisk major för att åka till Stockholm och hämta pärmen. Via Budapest återvände Bergling till Beirut och den 30 november 1973 sålde han det kopierade hemliga materialet till Sovjetunionen. 
Stig Bergling stannade som UNTSO-observatör ytterligare ett år i Mellanöstern och återvände hem först i januari 1975 och var då tillbaka på Säpo och den så kallade "Ryssroteln" där han tidigare tjänstgjort. Berglings kontaktman, Alexander Nikiforov, hade insett att som nyförvärvad sovjetisk agent skulle Bergling kunna göra mer nytta hemma i Sverige och Bergling fick nu i uppdrag att kontrollera vilka eventuella fel de sovjetiska underrättelsemännen begick. De fel som gjordes rapporterades av Bergling till Moskva, som kallade hem dessa agenter. För att ta kontakt med ryssarna skrev han med hjälp av karbonpapper brev med "osynlig skrift". Skriften togs sedan fram med en speciell vätska. Tillbaka fick han kortvågsmeddelanden via en kortvågsradio.
Det var dock inte i Mellanöstern som Bergling fick sin utbildning till spion, utan i Östtyskland. Men som anställd på Säpo var det inte tillåtet att åka till öststaterna så resorna till hans uppdragsgivare i Östberlin gjordes i största hemlighet. Det var inte bara arbetet på Säpo som gav Bergling möjlighet att spionera. Som svensk reservofficer tjänstgjorde han flera gånger i samband med olika krigsförbandsövningar runt om i Sverige. Hösten 1975 placerades han vid det topphemliga kustartilleribatteriet "OD" (Femörefortet) i Oxelösund som vid tiden var en viktig del av de svenska kustförsvaret och skyddet mot Sovjetunionen i öst. Som hög stabsofficer och chef för sektion II i staben hade Bergling tillgång till säkerhetsskåpet och hade alla möjligheter att titta igenom handlingarna när han var vakthavande officer.

### Bergling misstänks och grips

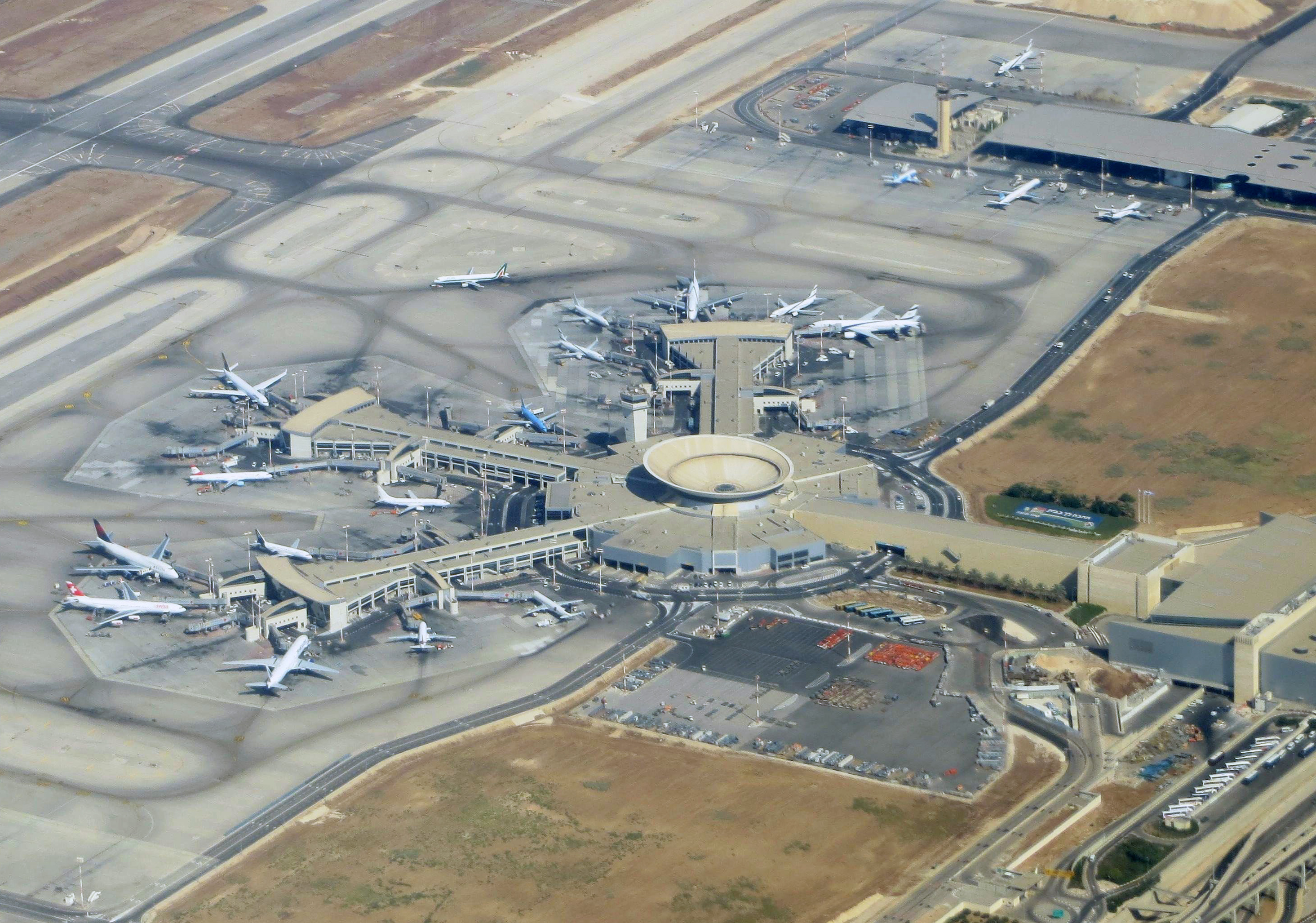
Bergling greps den 12 mars 1979 på Ben Gurions internationella flygplats.

I mars 1976 placerades Bergling på spaningsexpeditionen vid Säpo och fick då en unik inblick i det pågående projekten som gick ut på att dels avslöja de sovjetiska underrättelsemännen samt att värva egna informatörer hos sovjeterna. I takt med att Bergling allt oftare kom att kunna avslöja sina sovjetiska uppdragsgivare växte också misstankarna på Säpo att något inte stod rätt till, att man hade en mullvad i organisationen. Bergling blev snart misstänkt och Säpo började spana på honom. Vid den här tiden hade även den civila sovjetiska underrättelsetjänsten KGB en mullvad högt upp i sin egen organisation, Oleg Gordievskij, som sedan några år tillbaka regelbundet hade försett väst med information. Via kontakter med sina militära kolleger vid GRU förstod han att de hade en agent placerad på Säpo i Sverige. Dessa uppgifter delgav Gordievskij väst via brittiska MI6.
År 1977 sökte Bergling ny FN-tjänst och kommenderades till Suez. Säpo hade då mottagit material över Berglings kontakter med en identifierad GRU-tjänsteman i Mellanöstern. Bergling befann sig i Jordanien när han hade bestämt sig för att flyga hem till Sverige igen. Då inga flyg gick till Sverige från Jordanien  begav han sig istället till Israel. Den 12 mars 1979 greps Bergling av det israeliska kontraspionaget och säkerhetspolisen Shin Bet i passkontrollen på Ben Gurions internationella flygplats efter att israelerna blivit informerade av Säpo. Säpo ansåg att de själva inte kunde gripa honom då deras material inte hade varit användbart i svensk domstol. Samtidigt informerades israelerna av byråchefen på Säpo, Olof Frånstedt, att Bergling hade för avsikt att återvända till Israel. Gripandet av Bergling skedde därför på Israels eget bevåg med anledningen att Shin Bet ville ta reda på om Bergling även hade spionerat på israeliska intressen under sin tid i Mellanöstern. När förhören var över sattes Bergling på ett flyg till Köpenhamn där han möttes av gamla kolleger från Säpo samt personal från den danska säkerhetstjänsten. Han fördes vidare till Stockholm där Säpo tog över hela ansvaret. Allt som allt hade Bergling tjänat 67 000 kronor på sitt spioneri.

### Fängelsedom, permissioner och flyktplaner

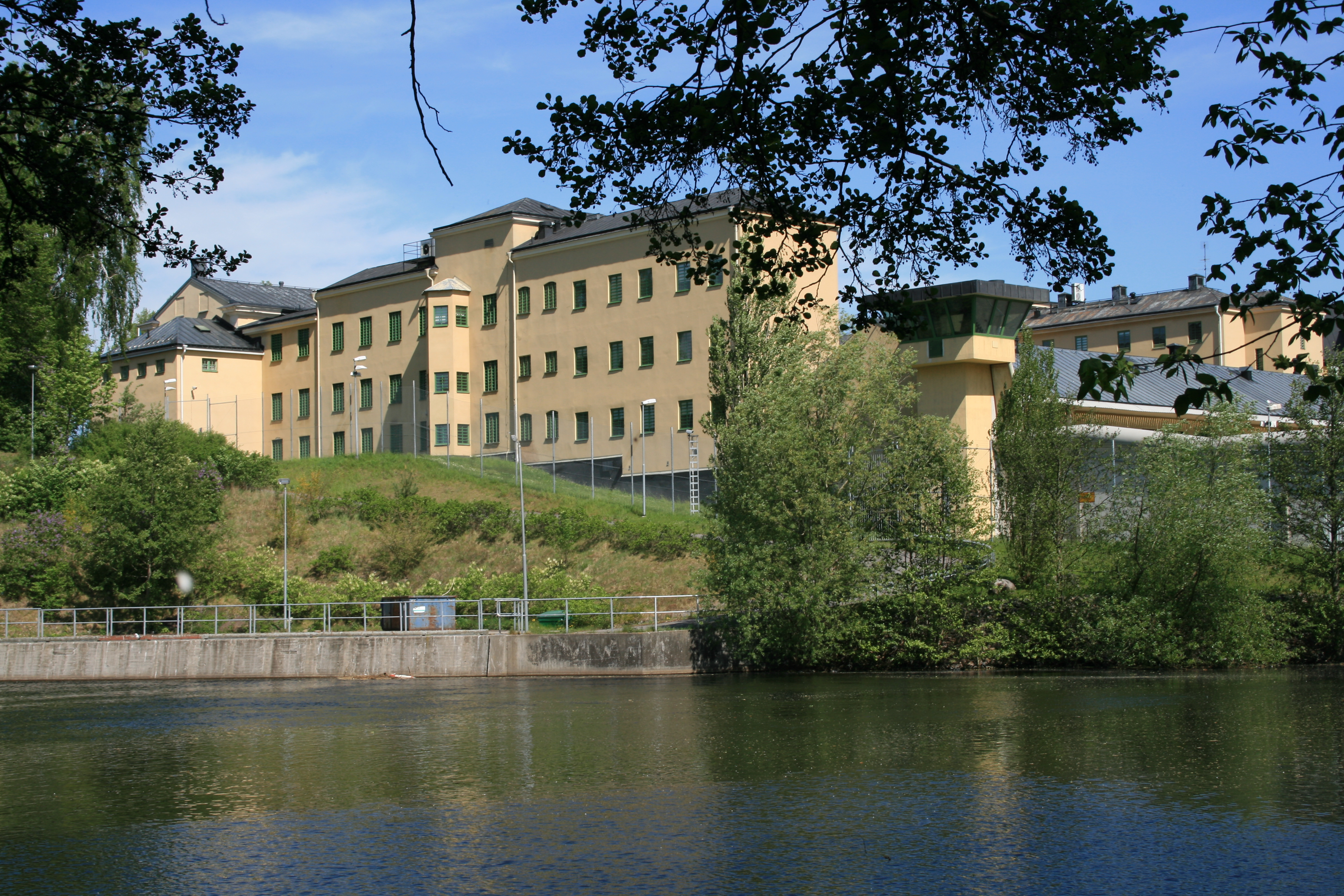
Bergling satt av en del av sin fängelsetid på Norrköpingsanstalten.

Bergling häktades i mars 1979 och försvarades av advokat Ragnar Gottfarb. Den 7 december 1979 dömdes han i Sverige till livstids fängelse för grovt spioneri och grov obehörig befattning med hemlig uppgift genom att ha lämnat ut fortifikationskoden (FO-koden) för hela Sverige – förteckningen över Sveriges försvarsanläggningar, kustartilleribefästningar och mobiliseringsförråd. Efter domen underkastades Bergling, av hänsyn till rikets säkerhet, mycket sträng isolering. Den dåvarande regeringen under justitieminister Håkan Winberg beslutade den 10 januari 1980 om särskilda restriktioner med stöd av kriminalvårdslagen. Brev till och från Bergling granskades av Säpo och kvarhölls. Besök och telefonsamtal kunde förbjudas om de var till men för rikets säkerhet. Föreskrifterna beträffande Berglings behandling i fängelset uppdrogs åt kriminalvårdsstyrelsen att samråda med rikspolisstyrelsen om tillämpningen. Det var rikspolisstyrelsens säkerhetsavdelning som skulle stå för den säkerhetsmässiga bedömningen och avgöra vad hänsynen till rikets säkerhet krävde i form av restriktioner.
Den 12 juni 1980 erbjöd sig Stig Bergling att bli utbytt mot Raoul Wallenberg, men Sovjetunionen lämnade inget besked. Enligt uppgifter därifrån hade Wallenberg dött i ett fängelse 1947.
I 39 månader satt Bergling i isoleringscell på Kumlaanstalten innan han hamnade inom mentalvården, först på Karsuddens sjukhus och sedan Västerviks fasta paviljong 1982. År 1983 ansåg man att Bergling inte var i behov av någon ytterligare vård och samma år kom han till Norrköpingsanstalten. Här fick han redan på tidigt stadium tillåtelse att ta emot besök. En barndomsvän, Elisabeth Sjögren, vid tiden vårdbiträde i hemtjänsten i Spånga och frånskild med fyra barn, kom allt oftare för att hälsa på. De båda hade återupptagit bekantskapen genom korrespondens under straffverkställandet. Relationen utvecklades och under fängelsetiden bytte Stig Bergling namn till Eugén Sandberg – Sandberg var moderns flicknamn – i samband med att han till slut ingick äktenskap med Elisabeth som också hon antog namnet Sandberg. De gifte sig i fängelset den 1 mars 1986, dagen efter det att Olof Palme hade mördats. Under de många besöken i Norrköping och permissionerna i hennes bostad i Rinkeby gavs de båda tillfälle att planera en rymning.
Sedan början av 1985 hade Bergling beviljats totalt 15 bevakade eller beledsagade permissioner, men i juli 1985 avslog regeringen hans ansökan om nåd. Ett halvår senare avslogs också hans begäran om upphävande av de särskilda restriktionerna. Sedan han i oktober 1985 smugglat ut ett brev där han bland annat berättade om avancerade flyktplaner, upphörde också de beledsagade permissionerna och fram till maj 1987 medgavs han sedan endast bevakade permissioner. 
I mars 1987 ansökte han på nytt om nåd och om att de särskilda restriktionerna skulle hävas. Regeringen avslog nådeansökan den 27 augusti. Enligt överbefälhavarens (ÖB) yttrande skulle det dröja ytterligare en tid innan de viktigaste åtgärderna för att minska skadeverkningarna av Berglings spioneri var avslutade. Det fanns också, enligt ÖB, en påtaglig risk för att Bergling fortfarande hade kunskaper som, om de kom främmande makt till del, skulle medföra men för rikets säkerhet. Något senare remitterade justitiedepartementet framställningen om ändring i föreskrifterna för Bergling till berörda myndigheter. Den 24 september 1987 överlämnade generaldirektören för kriminalvårdsstyrelsen Ulf Larsson en promemoria om Bergling till justitiedepartementet. Han gav samtidigt besked om att kriminalvårdsstyrelsen, mot bakgrund av regeringens avslag på nådeansökan och skälen för det, avstyrkte lättnader i föreskrifterna för Bergling. Den 24 september beslutade kriminalvårdsstyrelsens avdelningschef Clas Amilon, utan att ha informerats om Larssons remissyttrande till departementet, att bevilja Bergling en ny beledsagad permission med samma uppläggning som i juli då han besökte Gröna Lund i Stockholm – med inkluderat restaurangbesök. Den beledsagade permission som inleddes på morgonen den 5 oktober 1987 var den första efter regeringens avslag på nådeansökan i augusti.

### Rymningen

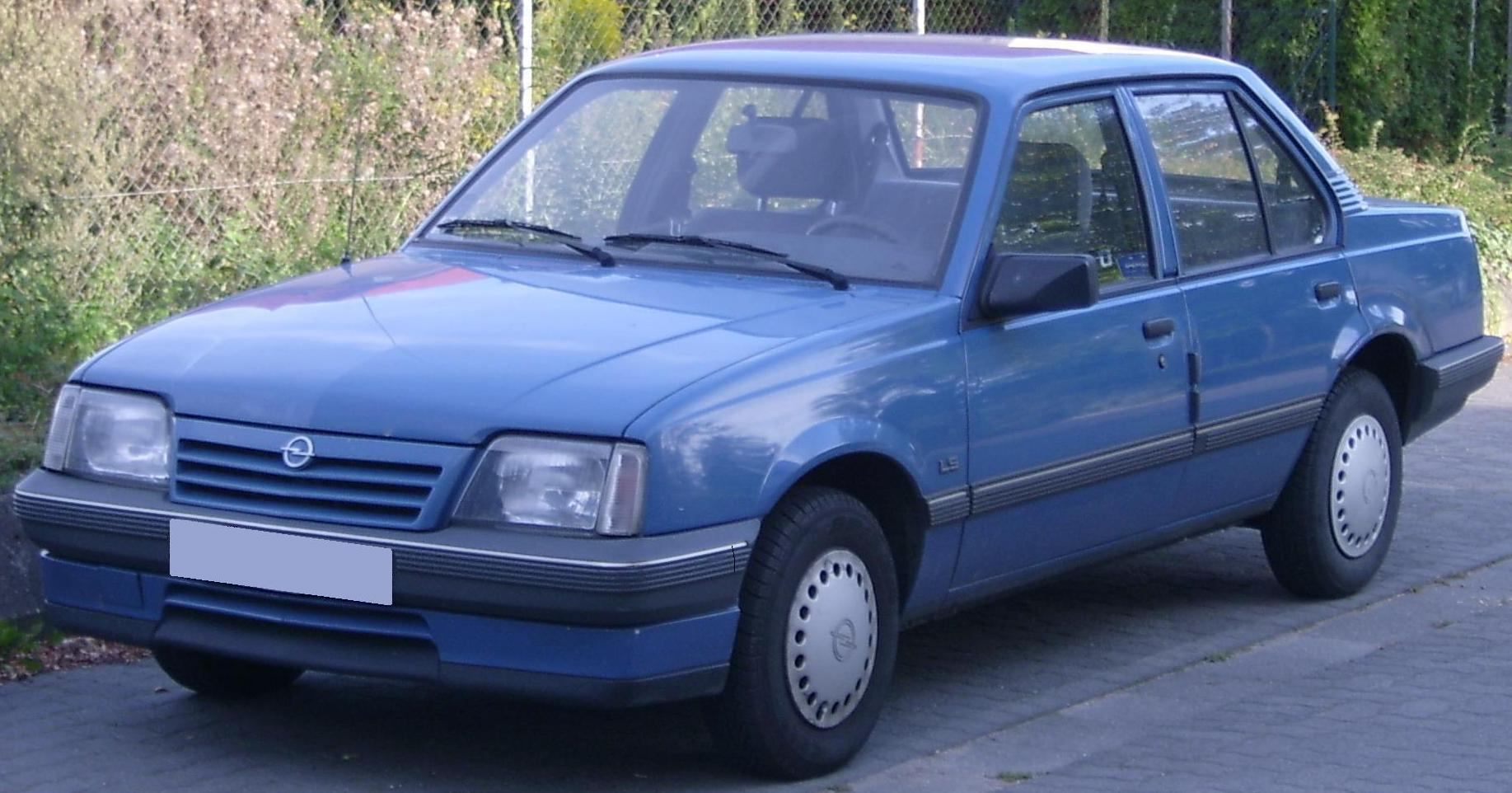
Opel Ascona var en av flyktbilarna som användes under Berglings fängelserymning i oktober 1987.

Under permissionen från Norrköpingsanstalten lyckades Bergling tillsammans med sin hustru Elisabeth genomföra en uppmärksammad flykt den 6 oktober 1987 – under tre års tid planerad från fängelset. På måndagsmorgonen den 5 oktober lämnade Bergling på permission anstalten tillsammans med en tillsyningsman från fängelset. De hade under dagen träffat hustrun och senare på kvällen hade alla tre ätit middag tillsammans på restaurang Stallmästargården. Tillsyningsmannen hade lämnat paret i hustruns lägenhet i Rinkeby cirka klockan 23:00 på kvällen och skulle återkomma klockan 13:00 dagen efter. Den enda bevakningen Bergling hade var Säpos spanare i en bil på framsidan av huset. Hustrun hade ordnat tre hyrbilar som skulle fungera som flyktfordon, den första parkerad framför huset för att locka till sig spanarna. Vid midnatt satte man planerna i verket och hustrun lämnade då lägenheten förklädd och passerade Säpos spaningsbil. Bergling gick ner i garaget i huset klädd som joggare och vidare ut genom porten. Det var dimma och spanarna upptäckte honom därför inte.
Planen för Bergling med fru var nu att mötas vid den andra flyktbilen som stod på en parkeringsplats i Rinkeby, en kilometer bort. Innan han hann nå fram till bilen hade en av Säpos spaningsbilar ställt sig bakom den då man kontrollerade alla bilar i området. Hustrun for iväg för att ta sig till den tredje flyktbilen som stod parkerad i Djursholm. Över Järvafältet upp mot Tensta tog sig nu Bergling joggande och upp på E18 där han hittade en ledig taxi. Han beordrade taxin till Djursholms Ösby och sprang därifrån sista biten till Djursholms torg. Han mötte därpå som planerat upp vid den tredje flyktbilen, en Opel Ascona, som hade stått parkerad bara 50 meter från där den tidigare dömde spionen Stig Wennerström bodde.
Från Djursholm tog sig makarna vidare norrut till Grisslehamn där Eckerölinjen avgick klockan 09.00. De tog sig sedan via Eckerö på Åland till det sovjetiska konsulatet i Mariehamn där de var framme klockan 13:00, samtidigt som tillsyningsmannen knackade på dörren till lägenheten i Rinkeby. Härifrån instruerades paret att ta sig med färja till det finländska fastlandet och vidare till den sovjetiska ambassaden i Helsingfors. Där stannade de i en vecka. Rikslarmet efter Bergling utgick först 10 timmar efter hans försvinnande upptäckts och i stadsdelen Hagalund i Esbo hittade polisen paret Berglings flyktbil. Med diplomatbil och Stig Bergling i bagageutrymmet kördes paret de 20 milen till den finsk-sovjetiska gränsstationen Vaalimaa och hans gamla uppdragsgivare.
Regeringskansliet underrättades om Berglings rymning under eftermiddagen den 6 oktober 1987; detta genom ett telefonmeddelande från kriminalvårdsstyrelsens generaldirektör till justitieminister Sten Wickbom. Cirka klockan 16:00 hade justitieministern själv talat med generaldirektören, och en halvtimme senare med byråchefen P-G Näss hos polisens säkerhetsavdelning. Justitieministern och hans medarbetare var under hela natten till onsdagen, fram till klockan 05:30 på morgonen, verksamma i departementet – allt under fortlöpande kontakt med framför allt Säpo. Vid sin första kontakt med säkerhetsavdelningen klockan 16:30 frågade justitieminister Wickbom om rikslarm hade gått ut och fick svaret att något sådant larm ännu inte hade utfärdats, men att så omedelbart skulle ske. Larmet gick först ut klockan 22:14, nästan 24 timmar efter det att tillsyningsmannen hade lämnat av paret i lägenheten i Rinkeby.

### Politiska konsekvenser
Den 8 oktober 1987 beslutade regeringen att åt Justitiekanslern (JK) ge i uppdrag att utreda omständigheterna kring den permission som Bergling hade beviljats, vilken bevakning som hade förekommit, ansvarsförhållandena i samband med denna samt de ansvariga myndigheternas åtgärder under tiden närmast hans avvikande. Den 19 oktober redovisade JK sin bedömning. Rikspolisstyrelsens säkerhetsavdelning och dess personal, ansåg man, kunde inte läggas ansvariga för avvikandet vilket istället låg på kriminalvårdsstyrelsens klientavdelning. Avseende den påföljande handläggningen av frågan om efterlysning och larm sedan det visat sig att Bergling hade avvikit menade JK att "efterlysning och rikslarm fördröjdes på ett oacceptabelt sätt" och att ansvaret för detta låg hos en befattningshavare vid polismyndigheten i Norrköping.
Justitieminister Wickbom tvingades avgå efter Berglings rymning. Wickbom hade hävdat att han inte hade informerats om att Bergling hade beviljats regelbundna permissioner och att hans flykt var ett resultat av en rad förväxlingar mellan polismyndigheten och kriminalvården. Informationen om Berglings permissioner fanns på justitiedepartementet vid tiden för flykten, dock hade han inte sett den själv. Statsminister Ingvar Carlsson sade sig acceptera Wickboms avgång, men berömde hans mod i sitt beslut att avgå. Den 20 oktober 1987 avgick även generaldirektören för kriminalvårdsstyrelsen, Ulf Larsson, statssekreteraren Harald Fälth, informationssekreteraren på justitiedepartementet Björn Fougelberg och Pär Nuder, politiskt sakkunnige till den före detta ministern.

### Tiden utomlands och återkomsten till Sverige
Under namnen Ivar och Elisabeth Straus levde makarna Sandberg en tid i Moskva. 1988–1989 bodde de i Ungerns huvudstad Budapest innan de flyttade tillbaka till Moskva. Under andra halvan av 1990 flyttades de till Libanon. Där var Bergling verksam under namnet Ronald Abi och utgav sig för att vara en brittisk jordbruksingenjör när han arbetade som säkerhetspolitisk rådgivare åt drusledaren Walid Jumblatt under slutet av inbördeskriget. Han bodde först i Jumblatts hem i Moukhtara i Choufbergen innan han fick ett eget hus. Jumblatt bad senare Sverige om ursäkt för att ha skyddat en dömd spion i fyra år men menade att han hade gjort så på begäran av sina tidigare vänner i det sovjetiska kommunistpartiet.
Den 3 augusti 1994 återvände paret Sandberg frivilligt till Sverige. Vid hemkomsten visste inte Bergling om hans mor ens levde. Bergling fängslades åter och tillbringade därpå ytterligare tre år i fängelse fram till sin frigivning den 17 juli 1997. Under slutet av fängelsetiden, den sista tiden på Asptunanstalten, blev frun Elisabeth akut sjuk i en långvarig cancer[källa behövs] och Bergling hann inte till sjukhuset i tid innan hon dog på deras bröllopsdag. Året efter gifte Bergling om sig med den 20 år yngre psykologen Elisabeth Robertsson.

### Senare liv
År 1992 diagnostiserades Bergling med Parkinsons sjukdom och förflyttade sig i slutet av sitt liv med rullstol.
Den 8 oktober 2003 mötte Bergling för första gången inför publik Tore Forsberg, förre chefen för Sveriges kontraspionage, i ett möte i Akademiska Föreningens lokaler i Lund.
I mitten av 2006 blev Bergling medlem i vänsterpartiet, men han lämnade senare partiet i september samma år, besviken på valresultatet enligt Aftonbladet. Under 2008 uttalade Bergling i media sitt stöd för FRA-lagen.
Bergling vårdades sedan oktober 2012 på Stockholms sjukhem och avled 24 januari 2015.

### Familj
Stig Bergling var gift första gången 1961–1965 med Marianne Rinman (1941–2009), dotter till diplomingenjören Kurt Rinman, andra gången 1965–1973 med Kyllikki Kyyrö (född 1934),, tredje gången 1986 med Elisabeth Sjögren (även benämnd Lillemor Geuken och Elisabeth Sandberg) (1940–1997) samt fjärde gången 1998–2002 och femte gången 2003–2004 med psykologen Helena Smejko (även benämnd Elisabeth Robertsson) (född 1955), bördig från Polen.
Bergling har en vuxen son som hans tidigare hustrus nye man har adopterat.

## Fiendens fiende
I romanen Fiendens fiende (1989) av författaren Jan Guillou får Carl Hamilton uppgiften av sina uppdragsgivare att bege sig till Moskva och mörda spionen Stig Sandström (syftande på Stig Bergling) som rymt från sin permission, mördat sin fru och åkt till Moskva för att arbeta åt ryssarna. Efternamnet Sandström var hämtat från dåvarande Säpochefen Sune Sandström. Verklighetens Bergling blev varken mördad eller mördade sin fru utan återvände senare till Sverige för att sitta av sitt återstående straff för spioneri. I 2006 års utgåva av Fiendens fiende skriver Guillou:
”En morgon ringde han [Bergling] från Hall-fängelset och väckte mig. Han ansåg att han hade rätt till ett dedicerat exemplar av boken. Jag kunde bara instämma och skrev sanningsenligt att detta är den mest märkliga dedikation jag någonsin har skrivit. Man får nog säga att jag därmed kom rätt billigt undan.”

## Fotnot
1. ↑  Enligt Bergling själv var Sydholt ett av patentverkets namnförslag och han själv blundade satte ner fingret på just Sydholt.[3][4]